# 旅大事件
旅大事件发生于光绪二十四年（1898年），为旅大地区人民反抗俄罗斯帝国侵略的斗争。
1897年俄罗斯帝国强占中国旅顺大连（今旅大市），次年1月俄军到貔子窝一带设卡徵粮，进行强行勒索，激起当地农民的反抗。俄军武力镇压，杀害100余人。同年3月签订《旅大租地条约》，4 月俄派兵占领金州（今大连市金州区），金州军民猛烈抵抗。俄军被迫退出。11月勘划旅大“租借地”界限时，俄官员把赞子河以东盐滩划入界内，遭到盐民抗阻，但清朝政府压制了盐民的反抗斗争。